# 1450
- Wikisource

| Calendário gregoriano                                                        | 1450 MCDL                                            |
| Ab urbe condita                                                              | 2203                                                 |
| Calendário arménio                                                           | 899 – 900                                            |
| Calendário bahá'í                                                            | -394 – -393                                          |
| Calendário budista                                                           | 1994                                                 |
| Calendário chinês                                                            | 4146 – 4147 Início a 13 de janeiro (aproximadamente) |
| Calendário copta                                                             | 1166 – 1167                                          |
| Calendário etíope                                                            | 1442 – 1443                                          |
| Calendários hindus - Vikram Samvat - Calendário nacional indiano - Cáli Iuga | 1505 – 1506 1371 – 1372 4550 – 4551                  |
| Calendário Holoceno                                                          | 11450                                                |
| Calendário islâmico                                                          | 854 – 855                                            |
| Calendário judaico                                                           | 5210 – 5211                                          |
| Calendário persa                                                             | 828 – 829                                            |
| Calendário rúnico                                                            | 1700                                                 |
| Calendário solar tailandês                                                   | 1993                                                 |

1450 (MCDL, na numeração romana) foi um ano comum do século XV do Calendário Juliano, da Era de Cristo, e a sua letra dominical foi D (53 semanas), teve início a uma quinta-feira e terminou também a uma quinta-feira.
| Ano completo                        |
| ----------------------------------- |
| Ano comum com início à quinta-feira |

## Eventos
- 21 de Março - Doação da Capitania da Ilha de Jesus Cristo, (mais tarde, chamada de Ilha Terceira), a Jácome de Bruges.
- Diogo de Teive descobre a Ilha das Flores, no arquipélago dos Açores.
- Ano em que o Império Inca atinge as suas dimensões máximas.
- Início indicado como sendo o provável para o nascimento da povoação que veio a ser a vila das Velas da ilha de São Jorge, Açores.
- Criação da freguesia de Machico, Ilha da Madeira.
- Reedificação da Igreja de Nossa Senhora da Conceição de Baixo.

## Nascimentos
- Hieronymus Bosch, pintor e gravador holandês (m. 1516).
- Petrus Thaborita, historiador e monge holandês (m. 1527).
- Francisco de Almeida (vice-rei da Índia) (m. 1510).
- Azuil Cardoso, oitavo Senhor da Honra de Cardoso, Resende, Portugal.
- Bartolomeu Dias, navegador português (m. 1500).

## Mortes
- 15 de Agosto - Alberto de Sarteano, foi humanista, pregador, embaixador, missionário, e franciscano italiano (n. 1385).